# Pelourinho de Oliveira do Conde
O Pelourinho de Oliveira do Conde está localizado no Largo do Pelourinho, na freguesia de Oliveira do Conde, em Carregal do Sal.
Foi erguido no século XVI, na sequência do foral Manuelino à localidade de Oliveira do Conde.
Apresenta uma base de três degraus quadrados e é encimado por um capitel lavrado que suporta um pináculo rematado por cogoilos e uma cruz de ferro. É idêntico ao pelourinho de São João das Areias.
Encontra-se classificado como Imóvel de Interesse Público desde 1933.